# Gerichtshilfe
Die Gerichtshilfe gehört in den meisten Bundesländern zu den Sozialen Diensten der Justiz.

## Aufgaben
Wesentliches Arbeitsgebiet der Gerichtshilfe ist die Vermittlung und Überwachung gemeinnütziger Arbeit zur Tilgung von Geldstrafen und bei Verfahrenseinstellungen gemäß § 153a StPO. Daneben ist die Gerichtshilfe Ermittlungsorgan der Staatsanwaltschaft. Sie ermittelt im Strafverfahren die persönlichen Verhältnisse des Angeschuldigten oder des Verurteilten (§ 160 Abs. 3 StPO). Dies ist bei Entscheidungen über U-Haft, einer Strafaussetzung zur Bewährung oder bei Gnadenentscheidungen von Bedeutung. Die Ermittlungen können sich auch auf Zeugen und Opfer der Straftat erstrecken.
Häufig gehört zu den Aufgaben der Gerichtshilfe auch die Durchführung eines Täter-Opfer-Ausgleiches.
Die Gerichtshilfe ist ausschließlich für Personen zuständig, die nach Erwachsenenstrafrecht verurteilt wurden.

## Umfang der Ermittlungstätigkeit
Die Gerichtshilfe wird nur dann ermittelnd tätig, wenn sie dafür einen Auftrag von der Staatsanwaltschaft erhält. Sie stellt keine Ermittlungen zum Tatvorwurf an. Ausschließlich die persönlichen Verhältnisse des Probanden sollen ermittelt werden. Dies können neben Wohn- und Arbeitsverhältnissen auch soziale Beziehungen und Problemlagen sein, die für das Strafverfahren von Bedeutung sind. Dem Angeschuldigten steht hierbei ein Recht auf Auskunftsverweigerung zu. Auch das Recht von Angehörigen auf Zeugnisverweigerung gilt entsprechend (§ 52 StPO).
Das Ergebnis der Ermittlungen fasst die Gerichtshilfe in einem Ermittlungsbericht zusammen, welcher der Staatsanwaltschaft zugeleitet wird.

## Organisation
Früher war die Gerichtshilfe bei den Staatsanwaltschaften angesiedelt. Im Zuge der Umstrukturierung der Sozialen Dienste in der Justiz wurden Bewährungshilfe, Gerichtshilfe und Führungsaufsicht in den meisten Bundesländern zu einer Organisation zusammengeführt. Gerichtshelfer üben deshalb häufig auch Aufgaben der Bewährungshilfe und der Führungsaufsicht aus.
Zu unterscheiden von der Gerichtshilfe ist die Jugendgerichtshilfe (JGH). Diese ist beim Jugendamt angesiedelt und gehört organisatorisch zur Kommune. Sie ist ausschließlich für Personen zuständig, die nach Jugendstrafrecht verurteilt wurden.

## Ausbildung
Für die Tätigkeit in der Gerichtshilfe ist ein Studium der Sozialen Arbeit und die staatliche Anerkennung erforderlich. Für die Tätigkeit bei einem Täter-Opfer-Ausgleich haben Gerichtshelfer häufig eine zusätzliche Ausbildung in Konfliktschlichtung.